# こだわりセットリスト
『こだわりセットリスト』は日経ラジオ社第1放送で、2017年7月3日から2022年3月31日まで平日の19:30-20:00に放送されていた、ノンDJを基本とする音楽番組である。
番組は、日経ラジオ社の社員が特にこだわりを持っている音楽（邦楽）を毎日一つのジャンルに沿って日替わりで選曲し、30分間ノンDJで音楽を流すというものである。

## 2021年10月現在のテーマ
- 月曜日 Re-Member48 - AKB48をはじめとするご当地アイドル・AKB48グループの系列ユニット・歌手の楽曲を山本直[3]が選曲（開始当初は水曜日担当）
- 火曜日 ガールポップセレクト - 女性の邦楽を「広島くん」（開始時のごく初期は「しゃっふる」）が選曲
- 水曜日 Men's Vocal Paradise - 男性の邦楽を「女性社員T」が選曲
- 木曜日 Hello!がスキちゃん - ハロー!プロジェクトの系列ユニット・歌手の楽曲を「制作部M」が選曲
- 金曜日 アニソンアトランダム - アニメソングに特化し、檜川彰人[4]が選曲

### 過去のテーマ
- 月曜日 J-ROCKフリーク! - ロックミュージックを「こじろー」が選曲したものだが、現在のこれは水曜日の「Men's Vocal Paradise」に事実上移行している。